# الكرات الأربعة

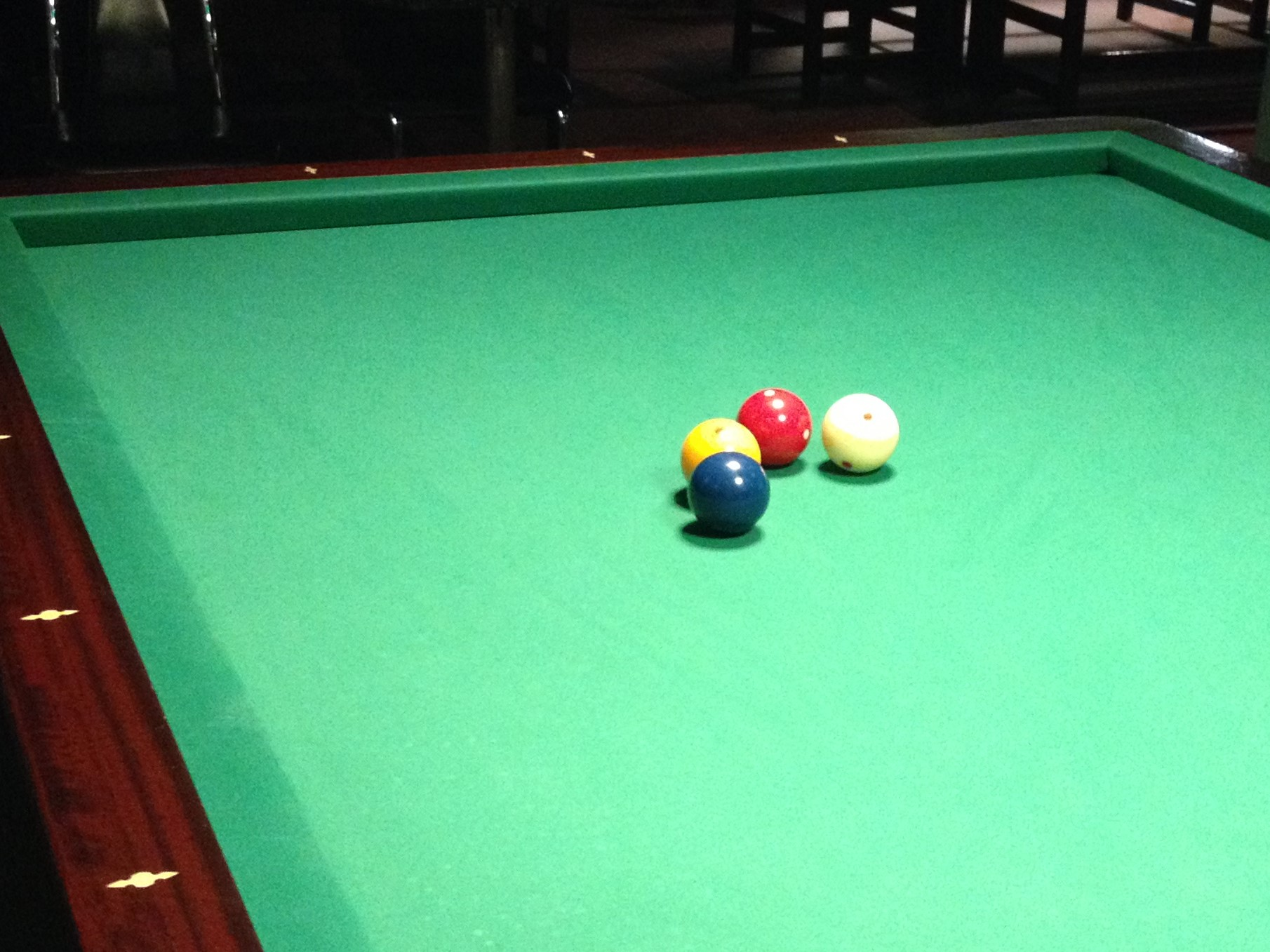

بلياردو الكرات الأربع هي إحدى ألعاب البلياردو المتفرعة من قسم الألعاب ذات الطاولات التي لا تحتوي على حفر.
وتقوم على مبدأ استخدام كرتك لضرب (أو لمس) الكرتين الباقيتين واحدة تلو الأخرى، أما الكرة الرابعة فهي لخصمك، ولا يجوز لك ضربها أو لمسها.
وتعتمد على مهارات استخدام السبن واستخدام القوة المناسبة للضرب.
وتُعتبر هذه اللعبة سهلة نسبيًا مقارنةً بـألعاب البلياردو بدون حفر الأخرى.